# Нева (журнал)
«Нева́» — російський літературний журнал.

## Історія
Журнал видається в Ленінграді (Санкт-Петербурзі) з квітня 1955 року. Був заснований на базі «Ленінградського альманаху», що виходив до того як офіційний орган Ленінградської організації письменників.
У радянські часи в журналі друкувались Михайло Зощенко, Михайло Шолохов, Веніамін Каверін, Лев Гумільов, Дмитро Ліхачов, Олександр Солженіцин, Данило Гранін, брати Стругацькі, Володимир Дудинцев, Василь Биков та інші.
Окрім прози, поезії, публіцистики та літературної критики, журнал друкував переклади з літератури соціалістичних країн.
До 1989 року на 1-й сторінці (обкладинці) випусків журналу публікувались краєвиди Ленінграда (малюнки, фотографіка). Від 1989 вони почали публікуватись на 2-й сторінці обкладинки.

## Головні редактори
- Олександр Черненко (1955—1957)
- Сергій Воронін (1957—1964)
- Олександр Попов (1964—1978)
- Дмитро Хренков (1979—1984)
- Борис Нікольський (1985—2006)
- Наталія Гранцева (з 2007)

## Автори
У 2000-х роках у журналі друкувались твори Олександра Карасьова, Олександра Кушнера, Владимир Лорченков, Сергія Переслегіна, Юрія Полякова, Євгена Попова, Владислава Кураша й інших.